# Polonez (muzyka)

Typowy rytm poloneza

Polonez – muzyczna forma taneczna oparta na tańcu polonez.
Poloneza charakteryzuje ostinatowy rytm, metrum nieparzyste 3/4, dostojny charakter, umiarkowane tempo.

## Historia

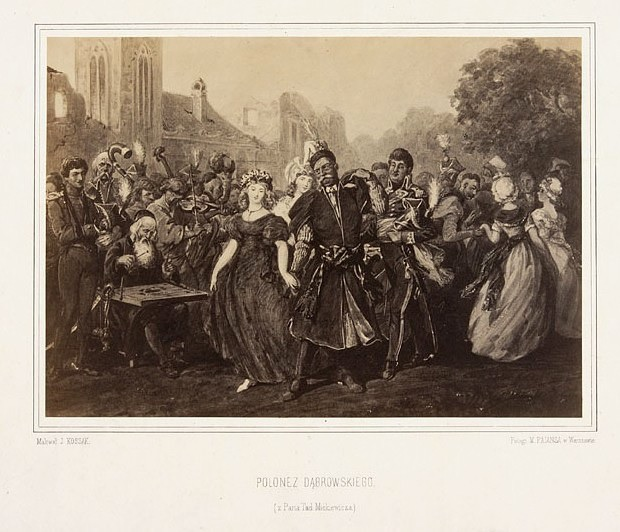
Polonez Dąbrowskiego, ilustracja Juliusza Kossaka do Pana Tadeusza, 1890

Polonez jest obok mazura i krakowiaka najstarszym polskim tańcem. Istnieje przekonanie wśród znawców tańca, iż wywodzi się on z czasów przedchrześcijańskich i nie miał na początku związku z muzyką, a jedynie z odprawianiem rytuału egzorcyzmowania mieszkań przez wołchwów poprzez obchodzenie go przy specyficznym ("polonezowym") rytmizowaniu. Istnieje tutaj związek i możliwe, że jest to przekonanie wiarygodne. Jednym z dowodów jest pierwsza jego nazwa - chodzony. Najstarszy zbiór polonezów pochodzi jednak z 1728 roku (co nie wyklucza istnienia wcześniejszych). Polonezowo-oberkowe rytmy dostrzeżono w pieśniach średniowiecznych i renesansowych Śląska Cieszyńskiego. Jego rytmika wedle romantycznych wizji wyłoniła się z antycznej rytmiki greckiej, co w istocie ma swój sens. Charakter poloneza jest przez to dostojny, "nadziemski" i mistyczny. Nazywa się go tańcem elegijnym i heroicznym (epopeicznym). Wielką tajemnicą pozostaje polonez Bacha, który prawdopodobnie nie był w Polsce, a zdołał wpisać rytm poloneza w utwór charakterystycznie menuetowy. Późniejsze polonezy to polonez z Krakowiaków i Górali Jana Stefaniego. Polonez począł ujawniać się manifestacyjnie w polskiej kulturze właśnie po upadku Rzeczypospolitej. Polonezy są ważnym elementem twórczości Józefa Elsnera. Jest to element niezwykle ważny - inspirował między innymi Chopina. Jedna z pierwszych polskich kompozytorek - Maria Szymanowska - również zainspirowana polonezami Elsnera, komponowała polonezowe utwory, tak samo jak Karol Kurpiński, który, choć nadużywał fraz Mozarta i innych klasyków wiedeńskich w swoich operach, używał również rytmów poloneza.

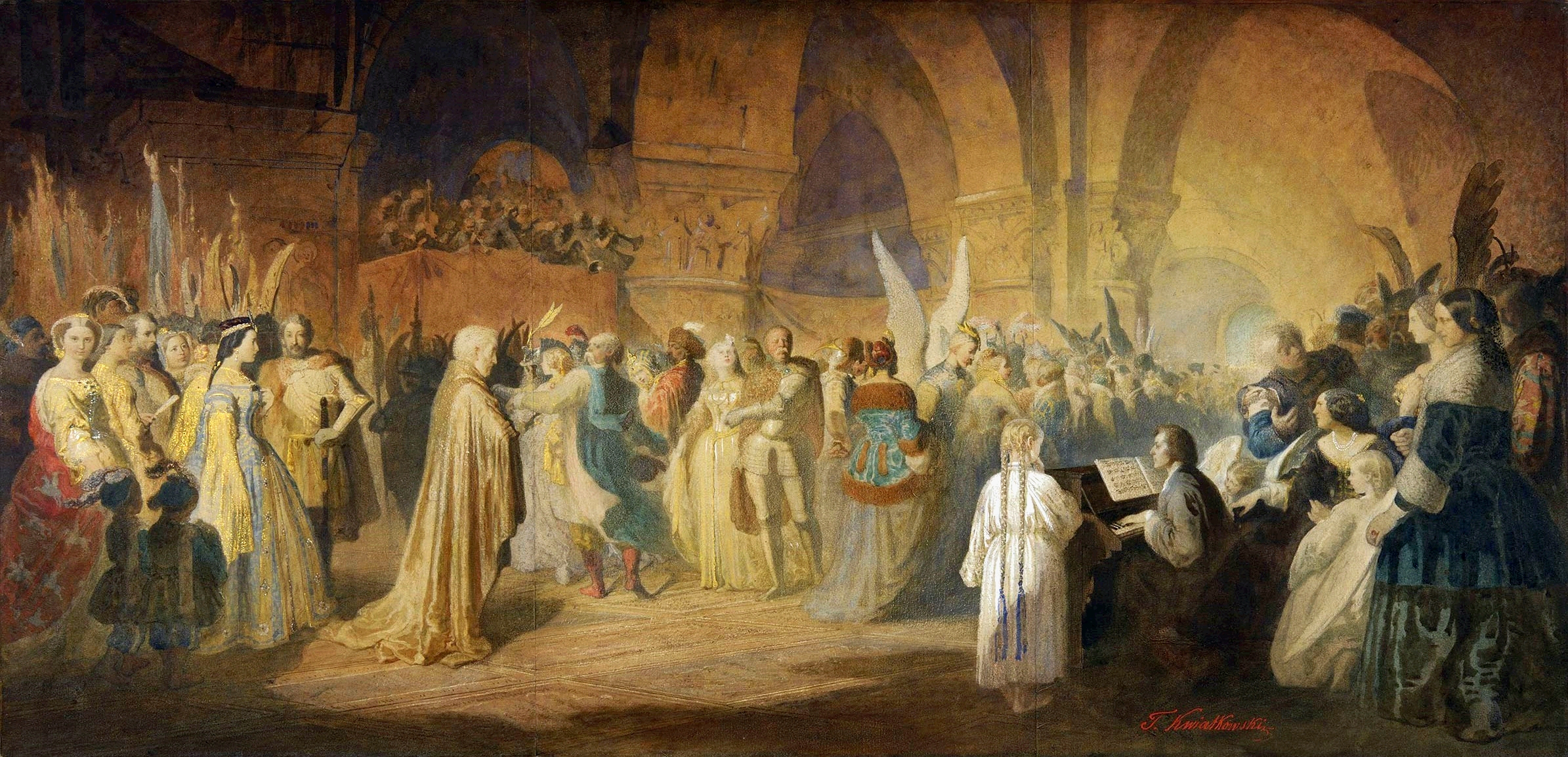
Polonez Chopina – Bal w Hôtel Lambert w Paryżu, obraz Teofila Kwiatkowskiego z 1859 r.

Mania na punkcie poloneza wkroczyła także do literatury – monumentalnym przykładem jest tu polonez z księgi XII "Pana Tadeusza" – "Kochajmy się" Adama Mickiewicza. Widoczna jest tam hierarchia obowiązująca przy polonezie - dostojniejsze pary szły przodem, figury odzwierciedlały stosunki społeczne. Uczestnicy tego poloneza również nie są przypadkowi - generał Dąbrowski, znane postacie ukazane poprzez aluzje, szlachta i Żyd kochający Polskę jako swoją ojczyznę. Taki obraz sugeruje bardzo szeroki obraz zróżnicowanego społeczeństwa Polaków mistycznie złączonych historią (którą opowiada Żyd Jankiel na cymbałach) i muzyką, a pozbawionych upragnionego państwa. To wizja mesjanistycznego nowego narodu wybranego. Fryderyk Chopin - jako siedmiolatek - na publiczny debiut wybrał własny Polonez g-moll. "W przeciągu wieczora grał na fortepianie młody Chopin, dziecię w 8. roku, obiecujące, jak twierdzą znawcy, zastąpić Mozarta" - pisała Aleksandra Tańska, świadek koncertu. Unikalność stylu, mistyczność i subtelność gry Chopina, a przede wszystkim jego geniusz pozwoliły mu doprowadzić technicznie poloneza do formy ponadnarodowej i najwyższej. Z początku polonezy Chopina nie były jednak lubiane - zarzucano im "przesubtelnowanie", "salonowość" i ponury charakter. Jednym z tych przeciwników był na początku Norwid. Brakowało mu w polonezach mitycznej, starosłowiańskiej, antycznej heroiczności i epopejowości, którą dostrzegł w polonezach Michała Kleofasa Ogińskiego. Zdanie Norwida miało diametralnie się zmienić po usłyszeniu wykonania poloneza samego Chopina. Od tamtego czasu zaznaczał nawet w Promethidionie, iż Chopin jest "najlepszym u nas artystą". Norwid zainteresowany polskimi tańcami napisał o nich noty. Oto nota o polonezie w Tańcach polskich dla Wojciecha Grzymały:
POLONEZ, kreacja już nie prowincjonalna, pojedynczego elementu, ale cało-narodowa, mogąca się rozciągnąć od religijnego rytmu aż do jej poważnej mimiki chórów lub tryumfów starożytnych, które na bareliefach greckich i rzymskich spotykamy. Jako powaga rytmu tej jest wartości i to miejsce zajmuje u Polaków co np. (w rozwijaniu się pieśni u Greków) Epopeja.

## Przykłady
Kompozytorzy polskich Polonezów:
- Michał Kleofas Ogiński – Pożegnanie Ojczyzny
- Karol Kurpiński – Bóg się rodzi (kolęda do słów Franciszka Karpińskiego)
- Józef Elsner – W starym zamku
- Fryderyk Chopin – Polonez As-dur op. 53, zwany "Heroicznym"
- Fryderyk Chopin – Polonez A-dur op. 40 nr 1
- Stanisław Moniuszko – Polonezy w "Halce", "Strasznym Dworze", "Hrabinie" i innych operach.
- Henryk Wieniawski – Polonez D-dur op. 4
- Henryk Wieniawski – Polonez A-dur op. 21
- Tadeusz Sygietyński – Polonez warszawski
- Wojciech Kilar – polonez z filmu Pan Tadeusz
- Zygmunt Noskowski – Polonez elegijny
- Karol Szymanowski – Polonez z tańców polskich
- Bartosz Chajdecki – polonez z serialu Czas honoru
- Krzesimir Dębski – Polonez husarii
- Sebastian Lewicki – Polonez dla Rzeczpospolitej

Polonezy znajdują się również w dorobku zagranicznych kompozytorów, pisali je: Jan Sebastian Bach, Ludwig van Beethoven, Franz Schubert, Michaił Glinka, Piotr Czajkowski, Nikołaj Rimski-Korsakow.